# Egerszólát
Egerszólát es un pueblo ubicado en el distrito de Eger, en el condado de Heves, Hungría.

## Superficie
Posee una superficie de 26,10 kilómetros cuadrados.

## Demografía
Hasta 2019 la población era de 1039 habitantes, con una densidad de población de 39,81 habitantes por kilómetro cuadrado.